# Focinho

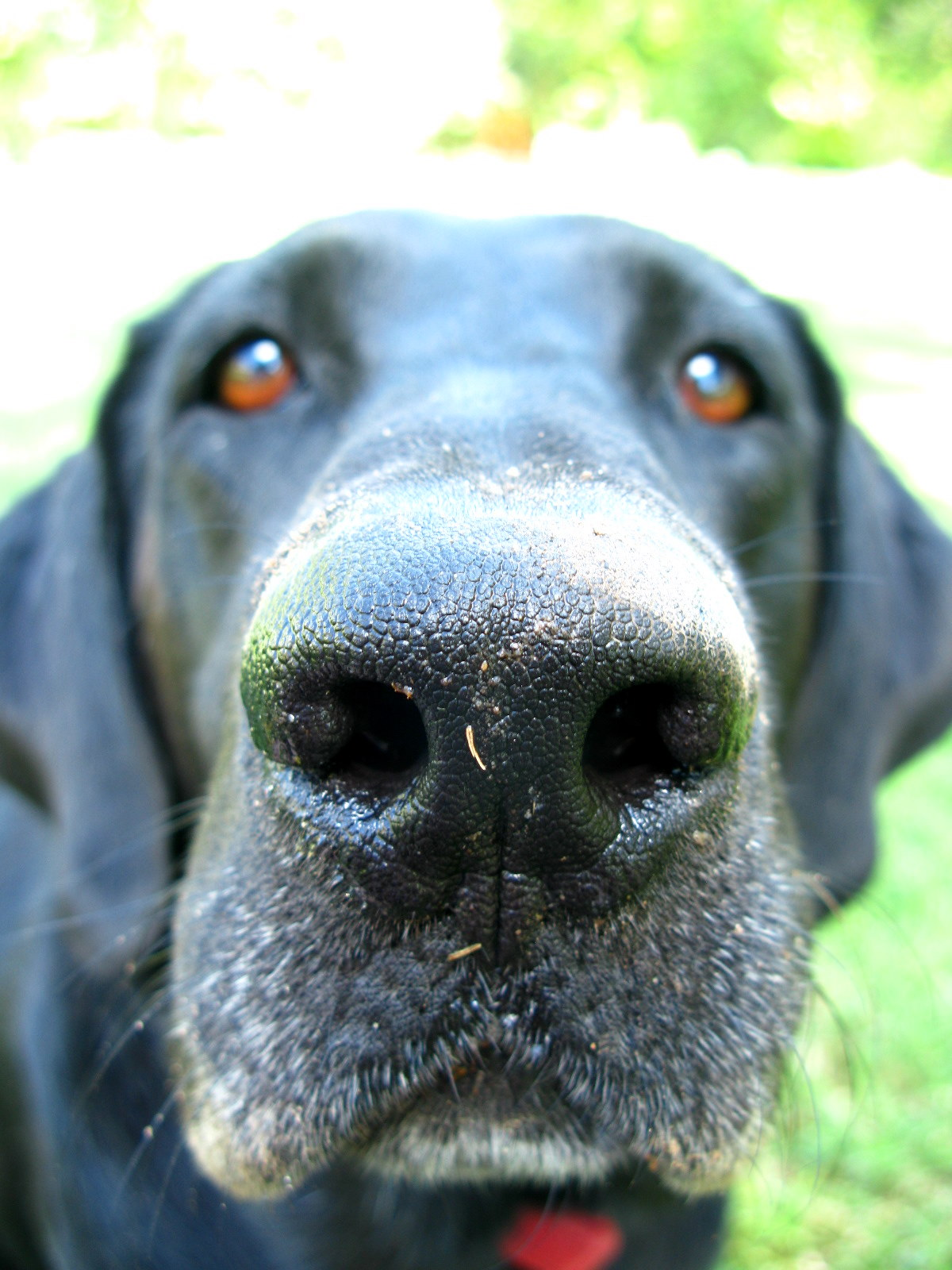

Na linguagem popular, o nariz dos animais é denominado "focinho". Contudo, a nomenclatura anatômica adequada é apenas nariz. Ele é um componente da porção condutora do aparelho respiratório dos animais, responsável apenas pela condução do ar, e localiza-se na face. Os ossos que compõe essa estrutura ósseo são: osso nasal, osso incisivo, osso lacrimal, osso zigomático, parte do osso frontal, maxila e palatino.
O nariz é divido em três regiões: nariz externo, cavidade nasal e seios paranasais. O nariz externo é dividido em raiz, dorso e ápice. É na raiz em que se localiza o "focinho" e as narinas, que possibilitam o acesso à cavidade nasal. Externamente, o nariz externo possui cartilagens nasais, que são flexíveis para diminuir a probabilidade de trauma ósseo devido a golpes, que são frequentes devido aos hábitos dos animais. A cavidade nasal é composta também pelas narinas, pelo vestíbulo nasal e coanas. Essa cavidade possui duas funções, uma condutora de ar e uma olfatória, que é responsável pela percepção de substâncias olfatórias.

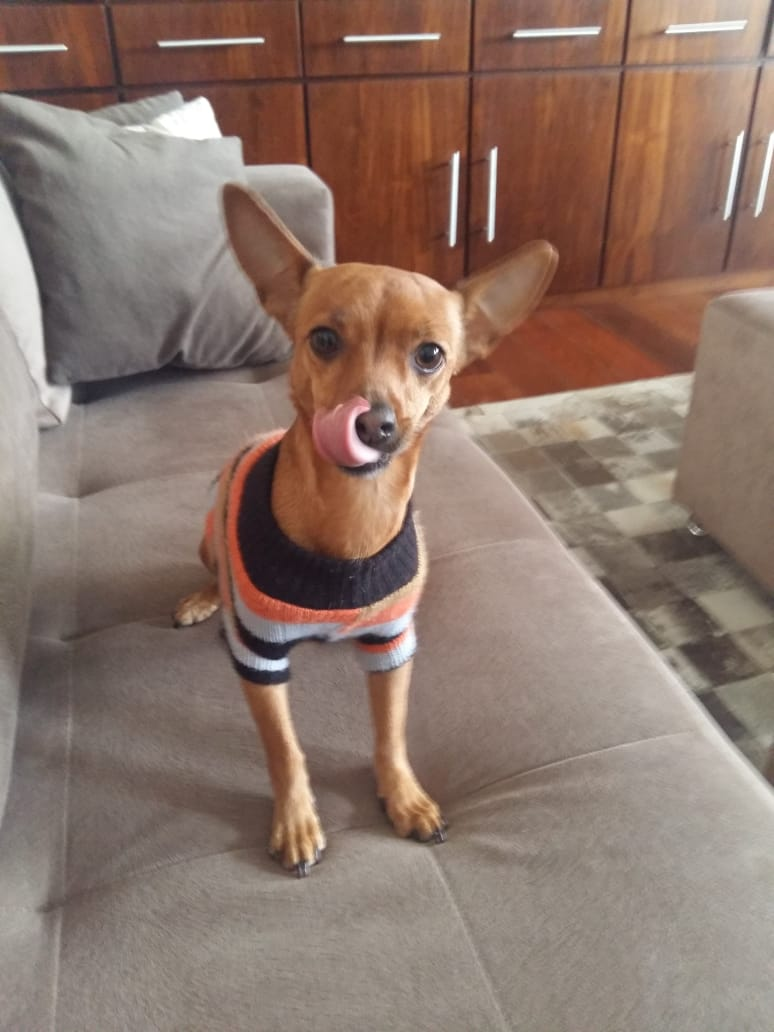
Cachorra da raça Pinscher lambendo o focinho.

## Tegumento Modificado
Os carnívoros e pequenos ruminantes, como cabras e ovelhas, apresentam o nariz externo unido ao lábio superior. Essa característica é denominada plano nasal. Esses animais possuem uma linha no meio que é o filtro, região onde os músculos labiais se unem, permitindo os animais a levantar os lábios e expor os dentes.
Os suínos apresentam um osso, denominado osso rostral, logo abaixo da pele, pois alimentam-se de raízes e para isso utilizam a ponta do nariz como escavadeira. O plano nesses animais é o plano rostral.
Os bovinos não possuem pele separando o nariz e o lábio e, devido a isso, possuem plano nasolabial.
Os equinos possuem todo o nariz revestido por pele, representando o plano cutâneo.

## Cartilagens do nariz externo
As cartilagens do nariz externo variam conforme o animal e podem ser: cartilagem nasal lateral dorsal, cartilagem nasal lateral ventral, cartilagem alar (presente apenas em equinos), cartilagem nasal acessória lateral, cartilagem do septo nasal e cartilagem medial acessória (presente apenas em ruminantes).